# Ismo Lius
Ismo Lius (né le 30 novembre 1965 à Lahti en Finlande) est un joueur de football international finlandais.
Il est connu pour avoir fini au rang de meilleur buteur du championnat de Finlande lors de la saison 1985 (avec 19 buts) ainsi que des saisons 1986 (avec 19 buts à égalité avec Jari Niinimäki), 1988 (avec 22 buts) et 1988 (avec 15 buts).
En sélection avec l'équipe de Finlande, il a en tout inscrit 4 buts en 36 matchs entre 1984 et 1990.